# Festligheterna vid Lützen den 6 november 1907
Festligheterna vid Lützen den 6 november 1907 är en svensk dokumentärfilm i kortfilmsformat från 1907. Filmen skildrar invigningen av ett kapell i Lützen i Tyskland, vilket var ett minnesmärke över Trettioåriga kriget.
Filmen premiärvisades den 9 november 1907 på Brunkebergsteatern i Stockholm. Filmen finns bevarad i Sveriges Televisions arkiv.